# Orchestre symphonique de Barcelone

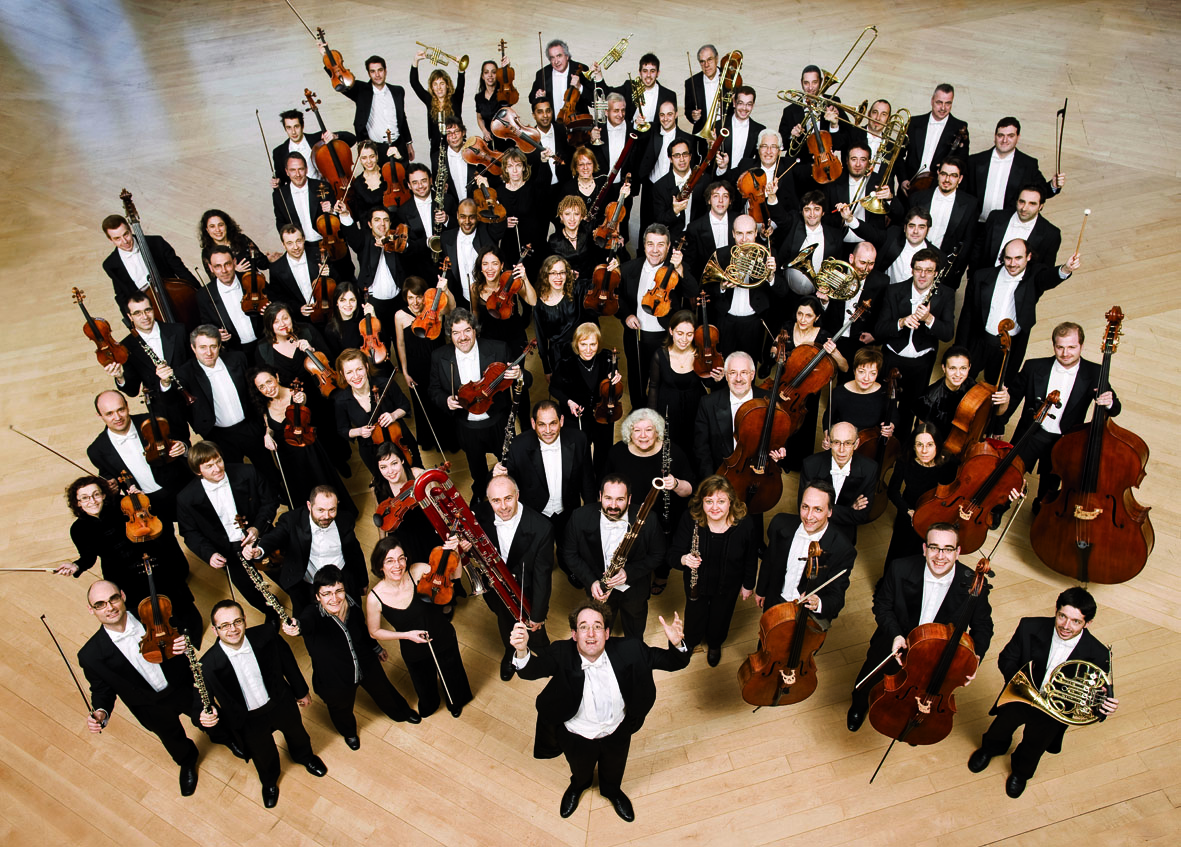
L'orchestre en 2010-11

L'Orchestre symphonique de Barcelone et national de Catalogne (Orquestra Simfònica de Barcelona i Nacional de Catalunya), connue par le sigle OBC, est un orchestre symphonique basé à Barcelone, en Espagne, et fondé en 1944. Il est dirigé depuis 2022 par Ludovic Morlot.

## Historique
Lors de sa création, en 1944, il est inauguré en tant qu'Orchestre municipal de Barcelone (Orquestra Municipal de Barcelona), nom qu'il conserve jusqu'en 1967, date à laquelle il est renommé Orchestre de la Ville de Barcelone (Orquestra Ciutat de Barcelona, ou OBC). Ce n'est finalement que durant la saison 1994-1995, avec la régionalisation de ses activités, qu'il prend son nom actuel d'Orchestre symphonique de Barcelone et national de Catalogne.
Depuis 1999, l'orchestre joue dans la salle de l'Auditori, bâtiment construit par l'architecte Rafael Moneo.
En 2021, Ludovic Morlot est nommé directeur musical de la formation à compter de septembre 2022.

## Directeurs musicaux
Comme directeurs musicaux de l'orchestre se sont succédé :
- Eduard Toldrà (1944—1962) ;
- Rafael Ferrer i Fitó (1962—1967) ;
- Antoni Ros-Marbà (1967—1978) ;
- Salvador Mas (1978—1981) ;
- Antoni Ros-Marbà (1981—1986) ;
- Franz-Paul Decker (1986—1991) ;
- Luis Antonio García Navarro (1991—1993) ;
- Lawrence Foster (1996—2002) ;
- Ernest Martínez Izquierdo (2002—2006) ;
- Eiji Ōue (2006—2010) ;
- Pablo González Bernardo (2010—2015) ;
- Kazushi Ōno (2015—2022) ;
- Ludovic Morlot (depuis 2022).

## Créations
L'Orchestre symphonique de Barcelone et national de Catalogne est le créateur de plusieurs œuvres, de Leonardo Balada (Sinfonia en negro, 1969), Xavier Benguerel (Sinfonia per a un festival, 1966 ; Arbor, 1972 ; Spleen, 1984), Manuel Blancafort (Sinfonia en tres temps, 1951), Francisco Escudero (Aranzazu, 1959), Roberto Gerhard (L'Alta Naixença del Rei en Jaume, cantate, version intégrale, 1984), Joan Guinjoan (Ab origine, 1974 ; La Rosa dels vents, 1979 ; Musique pour violoncelle et orchestre, deuxième version, 1980 ; Concerto pour piano, 1984 ; Concerto pour guitare, 1990), Carles Guinovart (Klangfarben, commande, 2009), Martin Matalon (Lignes de fuite, 2007), Xavier Montsalvatge (Partita, 1959 ; Tres danses concertants, 1962 ; Viatge a la lluna, 1966), Josep Soler (Apuntava l'Alba, 1975 ; Orpheus, 1984) et Gerard Schurmann (Gaudiana, 2005), notamment. 